# 聖なる嘘つき/その名はジェイコブ
『聖なる嘘つき/その名はジェイコブ』（せいなるうそつき そのなはジェイコブ、Jakob the Liar）は、1999年のアメリカ合衆国のドラマ映画。ペテ・カソヴィッツ監督、ロビン・ウィリアムズ、アラン・アーキン、ボブ・バラバン、リーヴ・シュレイバー出演。ユーレク・ベッカーの小説『ほらふきヤーコプ』が原作で、1975年の『嘘つきヤコブ』に次ぐ2度目の映画化。
日本公開時は『聖なる嘘つき/その名はジェイコブ』の邦題が付けられたが、ソフト化の際には単に『聖なる嘘つき』というタイトルでリリースされた。

## ストーリー
第二次世界大戦中、ポーランドはナチスの占領下にあった。そこのユダヤ人居住区「ゲットー」に住んでいる元パン職人のジェイコブは、ある日壁の有刺鉄線に引っかかり風に飛ばされた新聞を取ろうと追いかける。そしてゲットーの出入口まで来たジェイコブは、見張っていた監視兵に止められて外出禁止時間の夜8時を過ぎたと言われる。ジェイコブはサイレンが鳴ってないためまだ過ぎていないと主張するが、聞く耳を持たない監視兵に出頭して当直士官から罰を受けるよう命じられる。そしてドイツ軍の司令部へ出頭しに来たジェイコブ は、士官の部屋でラジオ放送を耳にする。それはポーランドに入ったソ連軍の攻撃で、ドイツ軍の戦況が不利になっていることを伝えるものだった。結局ジェイコブの言うとおり8時を過ぎていなかったため彼はお咎めなしで解放されるが、出入口は閉じられて通行証ももらえず締め出されてしまう。線路でどうすればいいか悩んでいた彼の前にリーナという少女が現れる。彼女はジェイコブがゲットーに戻ろうとしていることを聞き、一緒に行きたいと頼んでくる。ジェイコブはリーナを連れて行き、監視の目を避けてゲットーにたどり着く。
身寄りのなさそうなリーナを部屋に招き入れたジェイコブは、しばらく彼女を匿うことを決める。翌日、友人で理髪師のコワルスキーにラジオから聞いた情報を話し、さらにドイツ兵を襲おうとした元ボクサーのミーシャを止めるため彼にもそのことを喋ってしまう。信じ込んだミーシャはジェイコブに詳細を聞き出そうとするが、そのことは助けるためについた嘘だと言い続ける様子を見て、彼がラジオを隠し持っていると勘違いしたミーシャは上機嫌で恋人のローザの家に向かう。そして彼はローザの両親を安心させて彼女との結婚を認めてもらうため、彼女の父で元舞台俳優のフランクフルターたちの前でジェイコブから聞いたことを話す。それでもなかなか信じようとしないフランクフルターに、ミーシャは情報源がジェイコブが隠し持っているラジオだと伝える。
ゲットーの人々が自分に対してやたらと接触してくるのを不思議に思いながらコワルスキーの理髪店に来たジェイコブは、彼からミーシャが情報を広めていることを聞かされる。仲間から続報を教えるよう催促されたジェイコブは、嘘を言って納得させようとする。しかしそのとき、撃たれることを覚悟してその情報を貨車に乗せられた人々に話しに行ったローマンの弟ハーシェルが監視兵に射殺され、ジェイコブは責任を感じる。ラジオを聞く機会がなく続報がジェイコブの耳に届くことはなかったが、サミュエルも病死してしまい苦悩したジェイコブは考えた結果嘘つきになることを決心し、自分たちの解放もすぐだと皆を励ますのだった。その後ソ連軍が優勢なのかも不明ななか、彼は質問されるたびに解放は目前だという嘘の情報を仲間たちに広め続ける。それは今生きている仲間たちに希望を与えたいと願う、彼の精一杯の優しさだった。

## キャスト
| 役名                       | 俳優                           | 日本語吹替 |
| -------------------------- | ------------------------------ | ---------- |
| ジェイコブ・ハイエム       | ロビン・ウィリアムズ           | 江原正士   |
| マックス・フランクフルター | アラン・アーキン               | 池田勝     |
| コワルスキー               | ボブ・バラバン                 | 水野龍司   |
| リーナ                     | ハナ・テイラー・ゴードン       | 川田妙子   |
| アヴォロン                 | マイケル・ジェッター           | 後藤哲夫   |
| キルシュバウム             | アーミン・ミューラー＝スタール | 村松康雄   |
| ミーシャ                   | リーヴ・シュレイバー           | 山野井仁   |
| ローザ                     | ニーナ・シマーシュコ           | 岡本章子   |
| プロイス                   | ユストゥス・フォン・ドホナーニ | 浜田賢二   |
| ファンゴールド             | マーク・マーゴリス             | 長島雄一   |
| サミュエル                 | ジャナス・ゴストニー           | 城山堅     |
| ホイッスラー               | アダム・ラホナ                 | 金子由之   |
| ハーシェル                 | マチュー・カソヴィッツ         | 海老原英人 |
| ローマン                   | ピーター・ルドルフ             | 小形満     |
| ネイサン                   | ジャナス・クルカ               | 高橋翔     |
| フランクフルター夫人       | グラジナ・バースゼウスカ       | 梅田貴公美 |
| エスター                   | アギ・マーギタイ               | 斉藤昌     |
| ハードロフ                 | イヴァン・ダーヴァス           | 塚田正昭   |
| マイヤー                   | ゾーリ・アンダース             | 楠見尚己   |

## スタッフ
- 監督：ペテ・カソヴィッツ
- 製作：スティーヴン・ハフト、マーシャ・ガーセス・ウィリアムズ（英語版）
- 製作総指揮：ロビン・ウィリアムズ
- 原作：ユーレク・ベッカー（英語版）
- 脚本：ペテ・カソヴィッツ、ディディエ・ドゥコワン
- 撮影：エレメール・ラガリイ（ドイツ語版）
- 音楽：エドワード・シェアマー

日本語版スタッフ
- 日本語字幕：戸田奈津子
- 吹替翻訳：井場洋子
- 吹替演出：清水洋史
- 吹替調整：荒井孝
- 吹替版プロデュース：遠藤真弓
- 吹替版製作担当：神部宗之
- 吹替版製作：東北新社